# Champ de coquelicots (Feff)
Pour les articles homonymes, voir Champ de coquelicots.
Champ de coquelicots est une œuvre de Catherine Feff. C'est l'une des œuvres d'art de la Défense, en France.

## Description
L'œuvre est située le long de la rampe d'accès à la tour Exaltis.

## Historique
L'œuvre est installée en 2006.